# USS LST-160
O USS LST-160 foi um navio de guerra norte-americano da classe LST que operou durante a Segunda Guerra Mundial.